# Peixe-papagaio-de-rosto-verde
O peixe-papagaio-de-rosto-verde (Scarus spinus), é uma espécie de peixe-papagaio nativa do Oceano Pacífico, é uma espécie muito pescada artesanalmente, mas é mais comum de ser pescado para fins ornamentais para aquaristas. Possuem dimorfismo sexual, as fêmeas são escuras com algumas manchas claras, já os machos possui o corpo azul celeste chamativo com detalhes em tons de lavanda e o rosto com tom de verde brilhante, mas podendo variar para o amarelo esverdeado.
Durante a noite, produzem um muco tóxico que os protegem de predadores e parasitas. Sua boca possui duas placas dentarias fundidas que lembra um bico de papagaio, que ajuda a raspar algas que crescem sobre rochas e corais, é uma espécie muito importante para recifes, pois limpando as algas que crescem nas colônias de corais, os pólipos não se adoecem, evitando o fenômeno do branqueamento, que adoece e mata os corais, desiquilibrando todo o ecossistema.
É uma espécie nativa do Oceano Pacífico, sendo encontrado no Triângulo de Coral, nas Filipinas para Ryukyu, no sul do Japão para Palau, Samoa até a Grande Barreira de Coral, na Austrália. Na década de 80, exemplares foram vistos em recifes nas Ilhas Christmas, no Oceano Índico, indicando que a espécie esteja migrando e expandindo sua biogeografria.